# Johnny Hiland (album)
Johnny Hiland è il primo album in studio dell'omonimo chitarrista country statunitense, prodotto da Peter Collins e pubblicato nel 2004 per la Favored Nations.

## Tracce
1. G Wiz – 3:54
2. In Your Face – 2:37
3. Going Home – 2:52
4. Truth Hurts – 3:15
5. Swinging the Strings – 3:13
6. Until We Meet Again – 4:16
7. Gatton to It – 3:55
8. Song for Helen – 3:00
9. Celtic Country – 3:36
10. Run with It – 2:54
11. Opus D'Funk – 4:05
12. Orange Blossom Special – 5:12

## Formazione
- Johnny Hiland - chitarra e mandolino
- Billy Sheehan - basso
- Pat Torpey - batteria

### Altri musicisti
- Bill Holloman - sassofono e tastiera

## Recensioni
- metal.it Voto: 7,5/10
- metallus.it Voto: 6,5
- kronic Voto: 3/5
- (EN) Vintage Guitar magazine, su vintageguitar.com.